# Kronvidne
Kronvidne er betegnelsen for det vigtigste vidne i en retssag. Et Kronvidne er ikke et begreb, som i sig selv giver nogen juridisk særstilling.
Oprindelsen til begrebet kommer fra England, hvor betydningen kunne minde om frit lejde. Begrebet (King's evidence) er fra engelsk retspraksis, som lover straffrihed for en strafskyldig person, hvis han lader sig bruge som vidne mod sine medskyldige.
Anvendelse af kronvidne i den oprindelige betydning kunne hjælpe anklagemyndigheden til en genvej til tilvejebringelse af bevismateriale. Men man så også et forebyggende element i at udbrede en bevidsthed blandt kriminelle om, at en medskyldig kunne gavne sin egen sag ved at ofre de andre. Dermed mente man at gøre tilværelsen mindre tryg for forbryderkomplotter.
I 1998 medgav Højesteret at der kunne gives en vis godtgørelse i form af strafnedsættelse, hvis en anklaget deltog i sagens opklaring, rettet mod medskyldige. Det er i 2004 blevet regelsat i Straffeloven § 82, nr. 10. Men her er grundlaget gjort bredere ved, at gerningsmanden har givet oplysninger, som er afgørende for opklaringen af strafbare handlinger begået af andre. Det behøver ikke at vedrøre gerningsmandens egen sag.
| Jura | Spire Denne juraartikel er en spire som bør udbygges. Du er velkommen til at hjælpe Wikipedia ved at udvide den. |